# یواس‌اس سوان (ای‌ام‌اس-۳۷)
یواس‌اس سوان (ای‌ام‌اس-۳۷) (به انگلیسی: USS Swan (AMS-37)) یک کشتی بود که طول آن ۱۳۶ فوت (۴۱ متر) بود. این کشتی در سال ۱۹۴۴ ساخته شد.